# Graniczna Placówka Kontrolna Głuchołazy

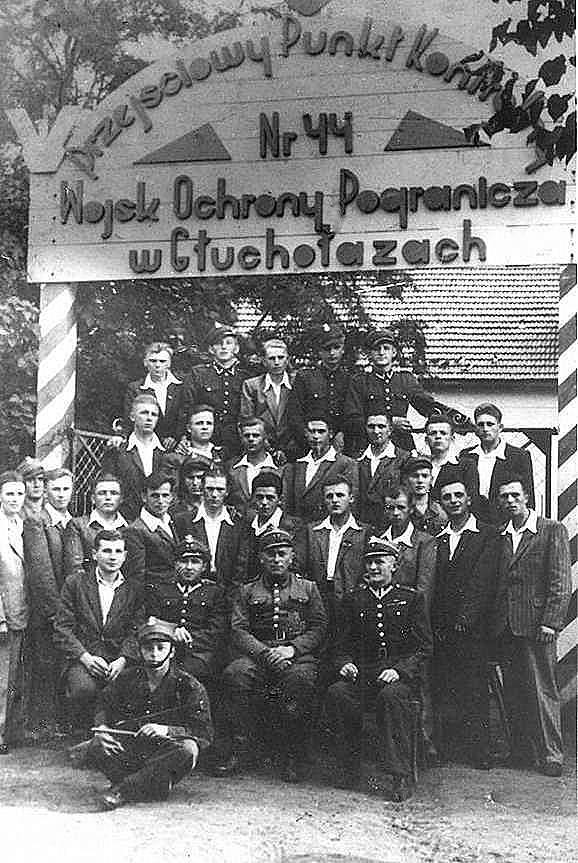
Żołnierze WOP – Przejściowy Punkt Kontrolny nr 44 Wojsk Ochrony Pogranicza w Głuchołazach (1946)

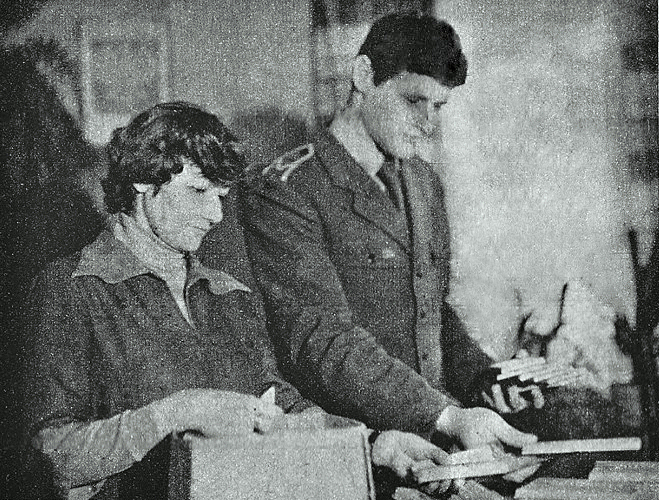
Przewodnicząca koła ORW Franciszka Kamińska i kontroler sierż. Cezary Flak przygotowują słodycze dla dzieci kadry (1981)

Graniczna Placówka Kontrolna Głuchołazy – zlikwidowany pododdział Wojsk Ochrony Pogranicza wykonujący kontrolę graniczną osób, towarów i środków transportu bezpośrednio w przejściach granicznych na granicy z Czechosłowacją

Graniczna Placówka Kontrolna Straży Granicznej w Głuchołazach – zlikwidowana graniczna jednostka organizacyjna Straży Granicznej wykonująca kontrolę graniczną osób, towarów i środków transportu bezpośrednio w przejściach granicznych na granicy z Czechosłowacją/Republiką Czeską.

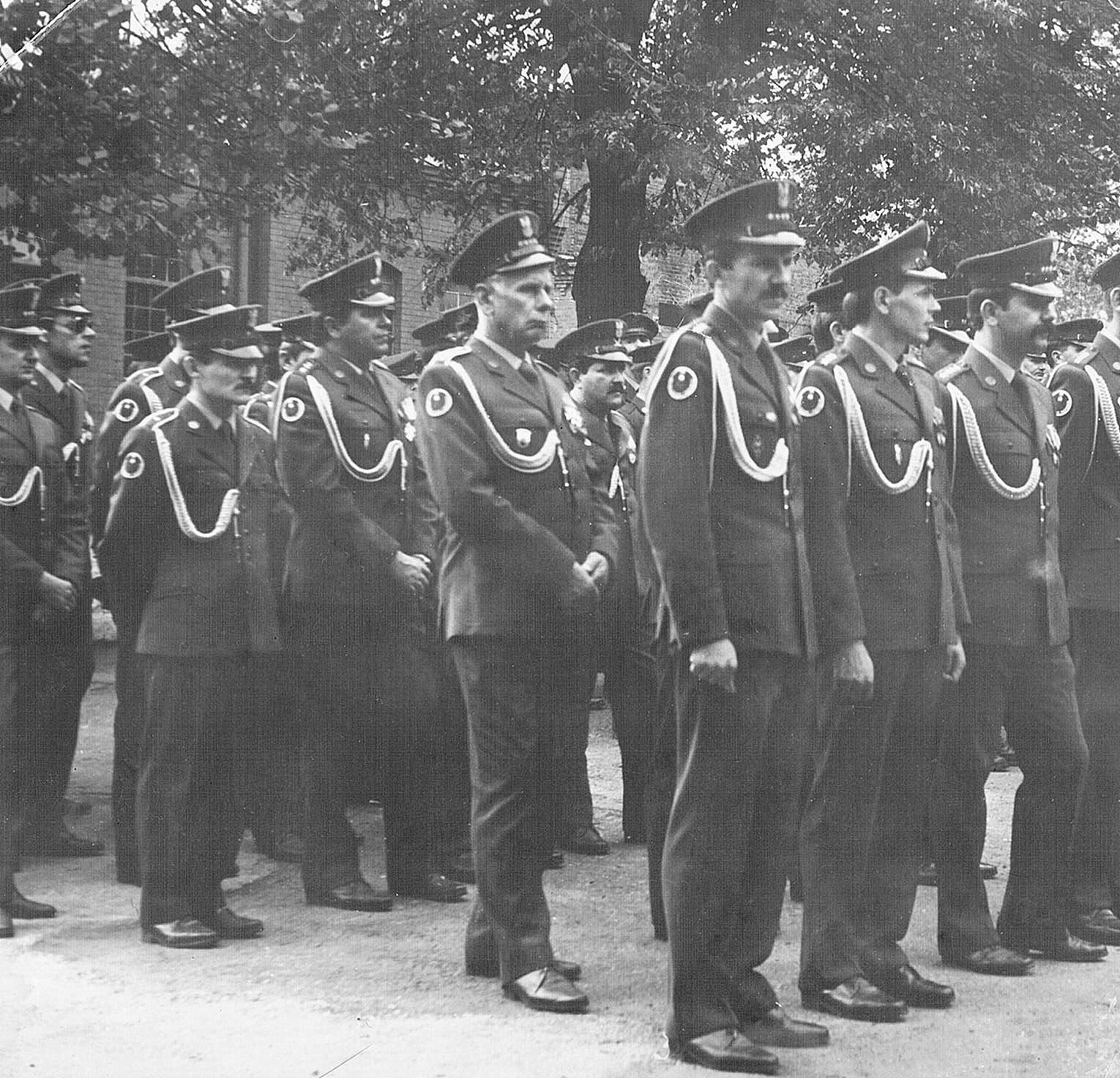
Kadra bg WOP Prudnik, GPK Głuchołazy i strażnicy WOP Jasienica Górna, na placu apelowym w Prudniku podczas uroczystej zbiórki z okazji Święta LWP (październik 1985)

Placówka Straży Granicznej w Głuchołazach – zlikwidowana graniczna jednostka organizacyjna Straży Granicznej realizująca zadania w ochronie granicy państwowej na granicy z Republiką Czeską.

## Formowanie i zmiany organizacyjne
W październiku 1945 Naczelny Dowódca Wojska Polskiego nakazywał sformować na granicy państwowej 51 przejściowych punktów kontrolnych.
Graniczna Placówka Kontrolna Głuchołazy została utworzona jesienią 1945 jako Kolejowy Przejściowy Punkt Kontrolny Głuchołazy (PPK Głuchołazy) – III kategorii o etacie nr 8/12 na linii kolejowej Głuchołazy-Opawa. Obsada PPK składała się z 10 żołnierzy i 1 pracownika cywilnego.
W 1946 przejściowy punkt kontrolny został przeformowany do kategorii B według etatu nr 7/11.
W 1947 przyjął nazwę Granicznej Placówki Kontrolnej WOP.
24 kwietnia 1948 nastąpiła kolejna reorganizacja Wojsk Ochrony Pogranicza. Oddziały WOP przeformowano w brygady ochrony pogranicza, a GPK WOP Głuchołazy przemianowano na Graniczną Placówkę Ochrony Pogranicza Głuchołazy kategorii B i przeformowano według etatu nr 7/52.
W 1950, GPK otrzymała etat nr 096/23. W 1950, Graniczną Placówkę Ochrony Pogranicza Pietrowice kategorii D przeformowano na etat nr 096/27 i w 1952 przeniesiono do Głuchołaz. Na jej bazie sformowano PK MRG w Pietrowicach.
W 1952, włączona w etat nr 352/2 4 Brygady WOP.
1 lipca 1965 WOP podporządkowano Ministerstwu Obrony Narodowej, Dowództwo WOP przeformowano na Szefostwo WOP z podległością Głównemu Inspektoratowi Obrony Terytorialnej. Do Ministerstwa Spraw Wewnętrznych odeszła cała kontrola ruchu granicznego oraz ochrona GPK. Tym samym naruszono jednolity system ochrony granicy państwowej. GPK Głuchołazy weszła w podporządkowanie Wydziału Kontroli Ruchu Granicznego Komendy Wojewódzkiej Milicji Obywatelskiej, kontrolę graniczną wykonywali funkcjonariusze Milicji Obywatelskiej podlegli MSW.
1 października 1971 WOP został podporządkowany pod względem operacyjnym, a od 1 stycznia 1972 pod względem gospodarczym MSW. Do WOP powrócił cały pion kontroli ruchu granicznego wraz z przejściami. Przywrócono jednolity system ochrony granicy państwowej. GPK Głuchołazy podlegała bezpośrednio pod sztab Górnośląskiej Brygady WOP w Gliwicach i tak funkcjonowała do 15 maja 1991.
Straż Graniczna:
Po rozwiązaniu Wojsk Ochrony Pogranicza, 16 maja 1991 Graniczna Placówka Kontrolna Głuchołazy weszła w podporządkowanie Śląskiego Oddziału Straży Granicznej w Raciborzu i przyjęła nazwę Graniczna Placówka Kontrolna Straży Granicznej w Głuchołazach.
W 2000 rozpoczęła się reorganizacja struktur Straży Granicznej związana z przygotowaniem Polski do wstąpienia do Unii Europejskiej i przystąpieniem do Traktatu z Schengen. Podczas restrukturyzacji wprowadzono kompleksową ochronę granicy już na najniższym szczeblu organizacyjnym, tj. strażnica i graniczna placówka kontrolna. Wprowadzona całościowa ochrona granicy zniosła podział na graniczne jednostki organizacyjne ochraniające tylko tzw. „zieloną granicę” i prowadzące tylko kontrole ruchu granicznego. W wyniku tego, 2 stycznia 2003 GPK SG w Głuchołazach przejęła wraz z obsadą etatową pod ochronę odcinek, po rozformowanych strażnicach SG w Trzebinie, Konradowie i Gierałcicach.

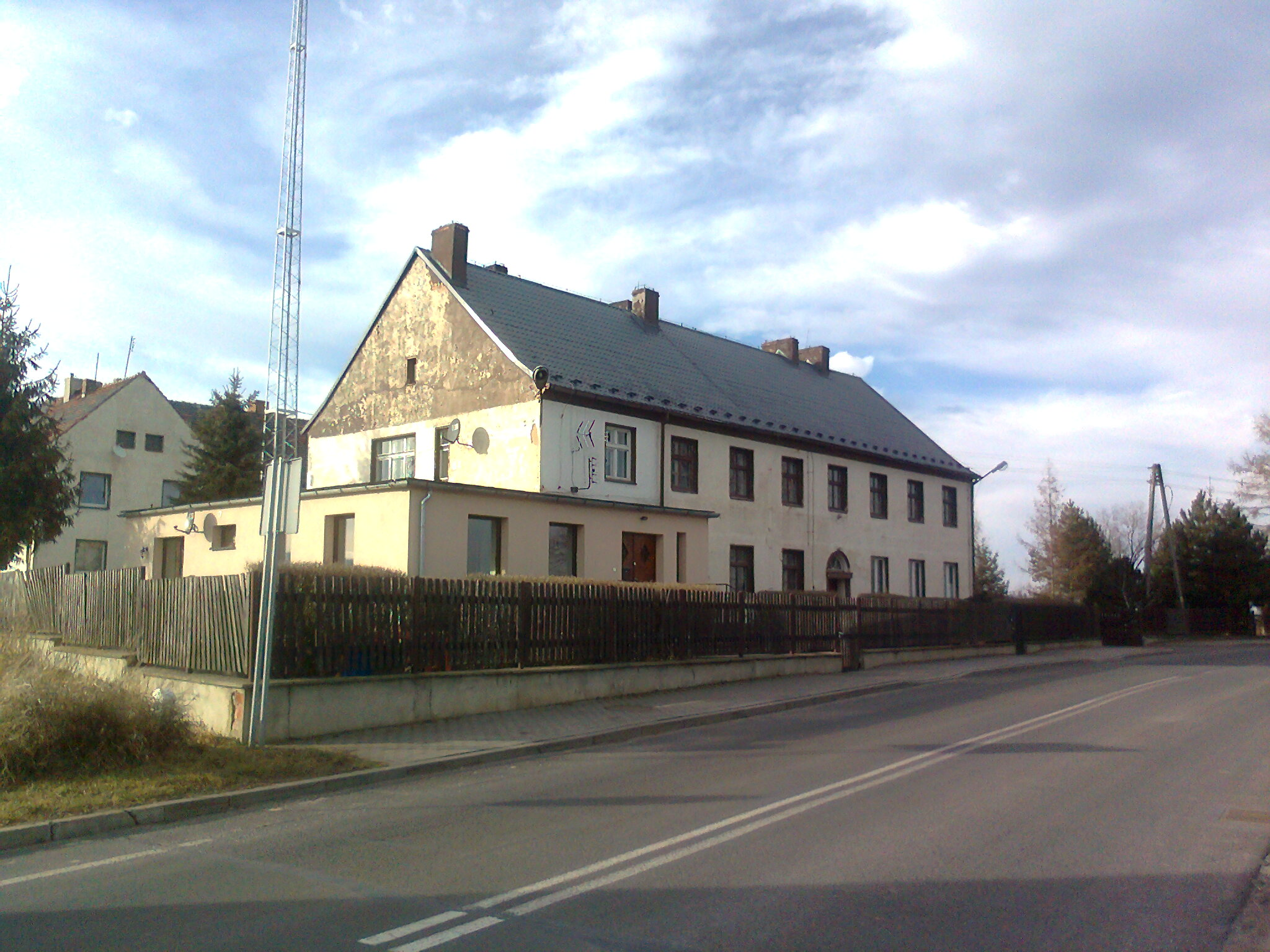
Konradów, budynek w którym od 02.01.2003 miała siedzibę GPK SG/PSG w Głuchołazach (maj 2014)

Od 2 stycznia 2003 miejscem dyslokacji był obiekt po byłej strażnicy SG w Konradowie (w dotychczasowym obiekcie w Głuchołazach funkcjonował Zespół Ewidencji i Przetwarzania Danych – ZEiPD GPK SG w Głuchołazach). Po przeniesieniu ZEiPD GPK SG w Głuchołazach, w 2006 do Konradowa, obiekt został zaadaptowany na mieszkania prywatne).
Jako Graniczna Placówka Kontrolna Straży Granicznej w Głuchołazach funkcjonowała do 23 sierpnia 2005 i 24 sierpnia 2005 Ustawą z 22 kwietnia 2005 O zmianie ustawy o Straży Granicznej.. została przekształcona na Placówkę Straży Granicznej w Głuchołazach (PSG w Głuchołazach) z miejscem dyslokacji w Konradowie. Znacznie rozszerzono także uprawnienia komendantów, m.in. w zakresie działań podejmowanych wobec cudzoziemców przebywających na terytorium RP.
Jako Placówka SG w Głuchołazach z miejscem dyslokacji w Konradowie funkcjonowała do 15 stycznia 2008, kiedy to została zlikwidowana. Ochraniany przez placówkę odcinek granicy, przejęła Placówka Straży Granicznej w Nysie (z siedzibą tymczasową w Konradowie), gdzie funkcjonowała do 15 grudnia 2010. Jednocześnie w strukturze opolskiej placówki SG rozpoczęła funkcjonowanie Grupa Zamiejscowa w Nysie z tymczasową siedzibą w Konradowie. Po rozformowaniu grupy zamiejscowej PSG w Opolu (GZPSG w Opolu), obiekt został przekazany gminie i zaadaptowany na mieszkania.

## Ochrona granicy
Straż Graniczna:
2 stycznia 2003 GPK SG w Głuchołazach przejęła pod ochronę odcinek granicy państwowej, po rozformowanych strażnicach SG w: Trzebinie, Konradowie i Gierałcicach.

### Terytorialny zasięg działania
Straż Graniczna:
Stan z 2 stycznia 2003
Obszar działania GPK SG w Głuchołazach obejmował:
- Włącznie znak graniczny nr II/126 , wyłącznie zn. gran. nr II/170 .
- Zasięg terytorialny obejmował gminy: Prudnik, Lubrza, Biała, Strzeleczki, Krapkowice, Głuchołazy i Korfantów.
- Linia rozgraniczenia z:

1. Strażnicą SG w Pomorzowicach: włącznie znak gran. nr II/126, dalej granicą gmin: Prudnik, Lubrza, Biała, Strzeleczki, Krapkowice oraz Głogówek, Krapkowice i Walce.
2. Strażnicą SG w Jasienicy Górnej: wyłącznie znak gran. nr II/170, dalej granicą gmin: Głuchołazy, Nysa i Otmuchów.

- Funkcjonariusze GPK SG w Głuchołazach pełniąc służbę graniczną przy granicy państwowej w rejonie linii rozgraniczenia z:

1. Strażnicą SG w Pomorzowicach: prowadzili rozpoznanie wzdłuż drogi z Laskowic w kierunku zn. gran. nr II/126, na korzyść sąsiada od zn. gran. nr II/126 w kierunku Racławic Śląskich, zwracając uwagę na pola orne przyległe do granicy państwowej.
2. Strażnicą SG w Jasienicy Górnej, prowadzili rozpoznanie od miejscowości Sławniowice w kierunku zn. gran. nr II/170, na korzyść sąsiada od zn. gran. nr II/170 do miejscowości Jarnołtów, zwracając uwagę na pola orne przyległe do granicy państwowej.

- W okresie zimowym pas śnieżny sprawdzany był na korzyść:

1. Strażnicy SG w Pomorzowicach do zn. gran. nr 125/17.
2. Strażnicy SG w Jasienicy Górnej do zn. gran. nr 170/2.

- Współdziałała w zabezpieczeniu granicy państwowej z:
  - Strażnice SG w: Pomorzowicach i Jasienicy Górnej
  - Dowódca plutonu odwodowego–specjalnego w Raciborzu
  - Referat Operacyjny Urzędu Celnego w Głuchołazach
  - Komenda Powiatowa Policji w Prudniku, Krapkowicach i Nysie
  - Komisariat Policji w Głuchołazach
  - Sekcja Przewozów Towarowych i Pasażerskich w Nysie
  - Placówka Straży Ochrony Kolei w Nysie
  - Komenda Powiatowa Państwowej Straży Pożarnej w Prudniku i Nysie[j]
  - Nadleśnictwo Prudnik
  - Starostwo powiatowe w Prudniku i Nysie
  - Urząd Miasta i Gminy w Głuchołazach i Nysie
  - Koło Łowieckie „Chrobry" w Głuchołazach
  - Placówki po stronie czeskiej cizinecké policie RCPP:
    - Osoblaha  – wspólnie ochraniała odcinek granicy państwowej od zn. gran. nr II/126 do zn. gran. nr 132/16. Główny wysiłek w służbie granicy skupiała na kierunkach: Slezské Pavlovice–Dytmarów, Rylovka–Krzyżkowice .
    - Jindřichov – wspólnie ochraniała odcinek granicy państwowej od zn. gran. nr 132/16 do zn. gran. nr II/146 . Główny wysiłek w służbie skupiała na kierunkach: Vysoká–Trzebina, Jindřichov–Pokrzywna, Jindřichov–Biskupia Kopa.
    - Zlaté Hory – wspólnie ochraniała odcinek granicy państwowej od zn. gran. nr II/146, do zn. gran. nr II/158. Główny wysiłek w służbie skupiała na kierunkach: Zlaté Hory–Jarnołtówek, Ondřejovice–Podlesie.
    - Mikulovice  – wspólnie ochraniała odcinek granicy państwowej od zn. gran. nr II/158, do zn. gran nr 168/18. Główny wysiłek w służbie skupiała na kierunku Mikulovice–Głuchołazy, zn. gran. II/160–160/10. Główny wysiłek w służbie skupiała na kierunku Mikulovice–Głuchołazy, zn. gran. nr II/160–160/10.
    - Vidnava – wspólnie ochraniała odcinek granicy państwowej od zn. gran. nr 168/18 do zn. gran. nr II/170.

### Podległe przejścia graniczne
Stan z 15 maja 1991
- Głuchołazy–Mikulovice (kolejowe)
- Głuchołazy–Mikulovice (drogowe).

Straż Graniczna
Stan z 20 grudnia 2007
- Trzebina-Bartultovice – 15.02.2002–21.12.2007
- Jarnołtówek (Biskupia Kopa)-Zlaté Hory (Biskupská Kupa) – 2.07.1997–21.12.2007
- Jarnołtówek-Zlaté Hory (Biskupská kupa, vrchol) – 20.08.2007–21.12.2007
- Konradów-Zlaté Hory – 5.1995–21.12.2007
- Podlesie-Ondřejovice – 20.08.2007–21.12.2007
- Głuchołazy-Jindřichov ve Slezsku – 9.12.2006–21.12.2007
- Głuchołazy-Mikulovice (kolejowe) – 1945–21.12.2007
- Głuchołazy-Mikulovice (drogowe) – do 21.12.2007
- Sławniowice-Velké Kunětice – 2.01.2003–21.12.2007.

## Wydarzenia
- 1970 – czerwiec, Szkoła Podstawowa nr 3 w Głuchołazach otrzymała imię Żołnierzy Wojsk Ochrony Pogranicza. Patronami szkoły były: GPK Głuchołazy i strażnice WOP: Gierałcice, Konradów i [8].
- 1977 – placówka zajęła I miejsce w kraju za organizowanie nieobozowej akcji letniej oraz otrzymała odznakę regionalną Zasłużonemu Opolszczyźnie[9].
- 1978 – nadano placówce miano GPK służby socjalistycznej[9].
- 1979 – 10 czerwca w 34. rocznicę powstania Wojsk Ochrony Pogranicza, Hufiec ZHP im. Górnośląskiej Brygady WOP otrzymał sztandar ufundowany przez Radę Przyjaciół Harcerstwa i żołnierzy WOP (m.in. instruktorami była kadra GPK. Wcześniej Uchwałą Miejsko-Gminnej Rady Narodowej w Głuchołazach, nadano Hufcowi imię Górnośląskiej Brygady WOP[10].
- 1979 – nadano placówce tytuł pododdziału wzorowej kultury[9].
- 1980 – chor. Janusz Peta, chor. Stanisław Pigiel i chor Jerzy Rudzki z GPK Głuchołazy zostali wyróżnieni przez Wojewódzką Radę Narodową w Opolu odznakami Zasłużonemu Opolszczyźnie[9].
- 1980 – placówka zdobyła 2 tytuły: przodującego pododdziału i GPK służby socjalistycznej[9].
- 1980 – st. sierż Marian Trembecki z GPK Głuchołazy został uznany za najlepszego wojskowego instruktora ZHP[9].
- 13 grudnia 1981–22 lipca 1983 – (stan wojenny w Polsce), po wprowadzeniu ograniczeń w ruchu granicznym część niewykorzystanej kadry GPK przerzucono do strażnic w celu wspomożenia bezpośredniej ochrony granicy. W stan gotowości były postawione pododdziały odwodowe[11].
- 1982 – 1 stycznia sierż. B. żołnierz zawodowy strażnicy WOP Gierałcice, będąc w stanie po spożyciu alkoholu wziął bez pozwolenia z prywatnej posesji samochód osobowy należący do chor. R., kontrolera GPK Głuchołazy i na jednej z ulic w Głuchołazach wpadł w poślizg powodując rozbicie samochodu. 2 stycznia 1982 dowódca GB WOP płk Bolesław Bonczar ukarał ww. degradacją do stopnia szeregowego i zwolnieniem dyscyplinarnym do rezerwy[12].

## Sąsiednie graniczne jednostki organizacyjne
- Strażnica SG w Pomorzowicach ⇔ Strażnica SG w Jasienicy Górnej – 2.01.2003–23.08.2005
- Placówka SG w Pomorzowicach ⇔ Placówka SG w Jasienicy Górnej – 24.08.2005–13.06.2005
- Placówka SG w Pietrowicach ⇔ Placówka SG w Paczkowie – 14.06.2005–15.01.2008.

## Komendanci/dowódcy granicznej placówki kontrolnej

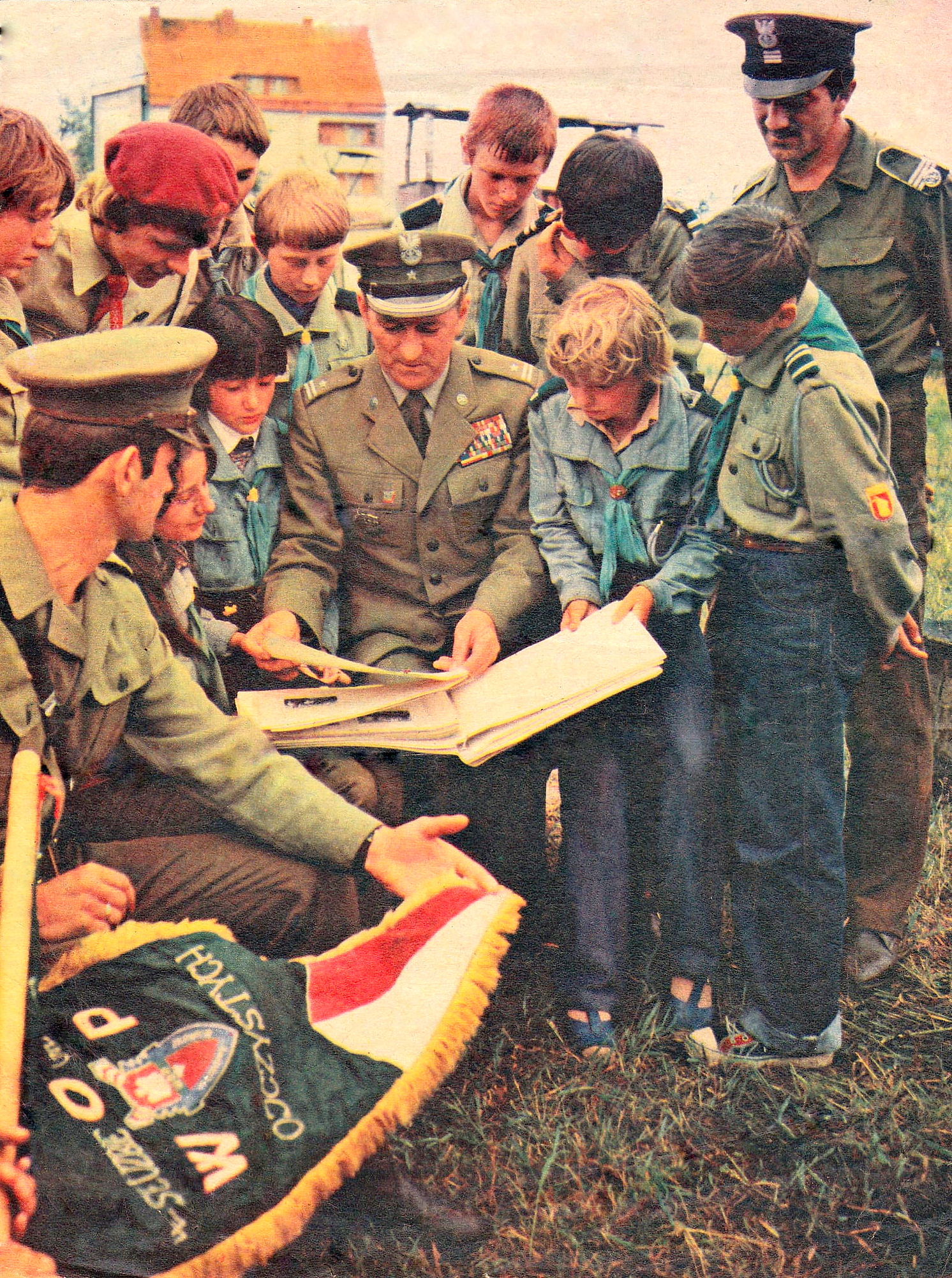
D-ca GPK Głuchołazy mjr Stefan Matyński (1966–1983) z harcerzami drużyny HSG (1981)

- por. Stanisław Toboła (1.01.1952–30.04.1953)[13]
- ppor. Kazimierz Osiowy p.o. (był w 1953)
- kpt./ppłk Stefan Matyński[14] (1966[15]–1983)[k]
- kpt./mjr Jan Górniak[14] (19.03.1983[16]–1.04.1991[l][17])

Komendanci GPK SG:
- mjr SG Jan Górniak (2.04.1991[m]–1992)[n]
- kpt. dypl. SG/mjr dypl. SG Mirosław Brożko (1992–1998)[o]
- por. SG/mjr SG Bogumiła Pancerz (1.08.1998[18]–1.01.2003)
- mjr SG Antoni Ożóg (2.01.2003–04.2005)[p][19]

Komendanci placówki SG:
- por. SG Mariusz Kowalski (1.04.2005–30.04.2006)
- mjr SG/ppłk SG Andrzej Kamiński (1.05.2006–15.01.2008) – do rozformowania[20].